# Palmiarnia Poznańska
Palmiarnia Poznańska – dydaktyczno-wystawowa placówka botaniczna znajdująca się w poznańskim Parku Wilsona. Na powierzchni 4600 m² (46 000 m³) w 12 pawilonach (część jest niedostępna dla publiczności – rozmnaża się w nich rośliny) prezentowanych jest około 1100 gatunków roślin, a w akwarium 170 gatunków ryb oraz około 50 gatunków roślin wodnych. Palmiarnia Poznańska jest największą w kraju i jedną z największych w Europie.

## Historia

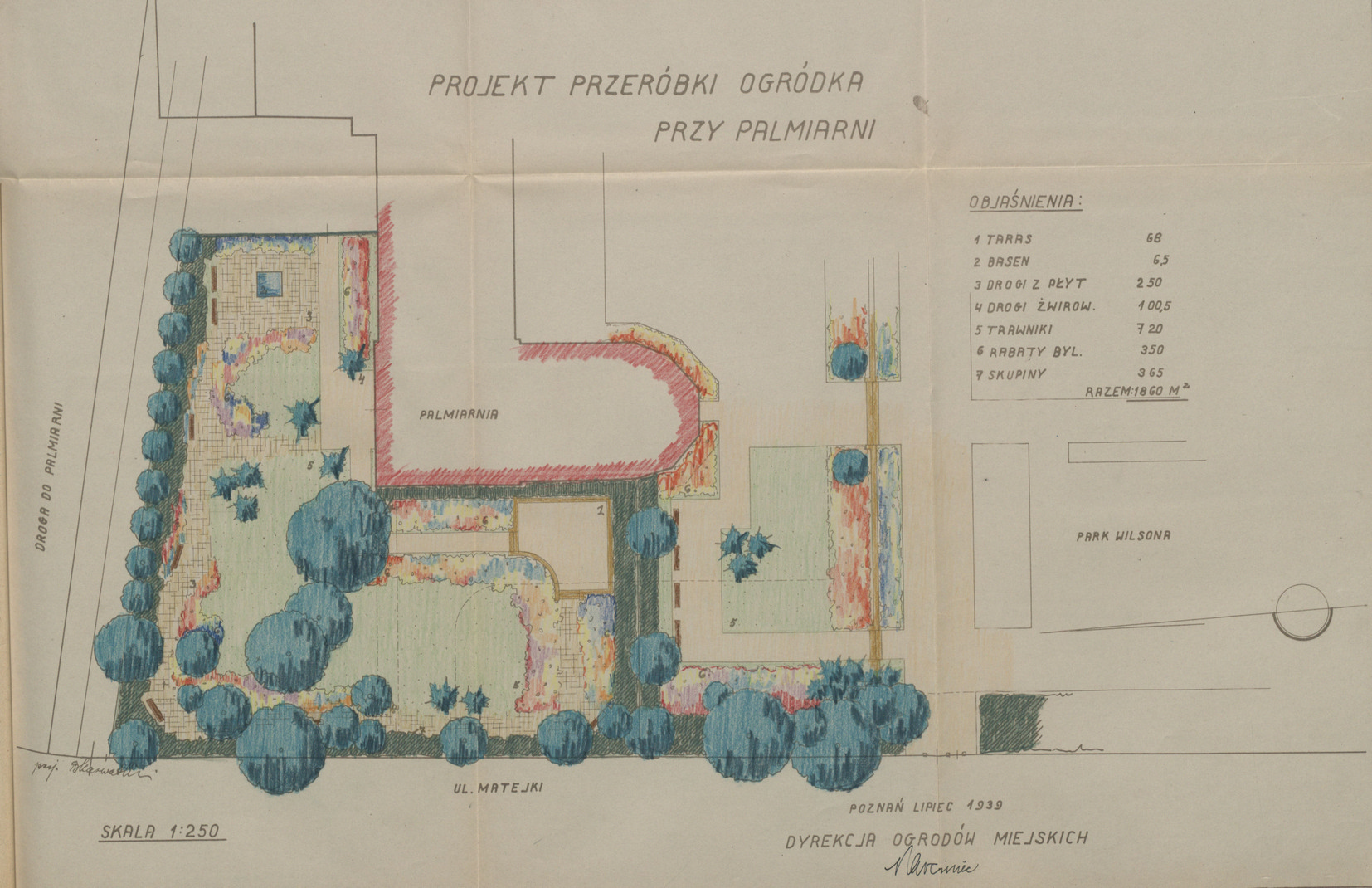
Projekt ogródka przy palmiarni, lipiec 1939 (zbiory Archiwum Państwowego w Poznaniu)

Palmiarnia powstała w 1911 na terenie ówczesnego Ogrodu Botanicznego (dziś Park Wilsona w Poznaniu) jako budynek murowany, o dużych powierzchniach przeszklonych i powierzchni 534 m². W związku z dużym przyrostem eksponatów w 1924 dodano system połączonych szklarni, w 1922 pierwsze wystawowe akwarium w kraju, a w 1929, na dzień przed otwarciem Powszechnej Wystawy Krajowej, oddano nowy powiększony budynek, którego powierzchnia wynosiła 1694 m², autorstwa architekta Stefana Cybichowskiego. W siedmiu pawilonach oprócz roślin prezentowano również ryby, owady i gady. Podczas II wojny światowej wybuch bomby lotniczej podczas alianckiego nalotu w 1941 roku spowodował, że w szklarni wypadły szyby i podczas zimy 1941/1942 wiele eksponatów zginęło. Połamane zostały drzewa i krzewy, a 30% najcenniejszych gatunków roślin poważnie ucierpiało (całkowicie zniszczona została kaktusiarnia i dział roślin tropikalnych). Podczas walk w 1945 palmiarnia została zniszczona w 90%, jednak już w tym samym roku przystąpiono do odbudowy. Dzięki uratowaniu części zbiorów, a także roślinom zwiezionym z terenu całego kraju już w 20 kwietnia 1946 otwarto niemal wszystkie pawilony (dział roślinności pustynnej i wodnej otwarto w 1947). Najpierw oszklono główny segment budynku i tu przeniesiono wszystkie ocalałe rośliny. Palmiarnia otrzymała też liczne dary z innych instytucji i miejscowości, m.in. kolekcję agaw przekazał Uniwersytet Poznański, a mieszkańcy Sulechowa wysłali palmy, draceny, laury i sagowce.

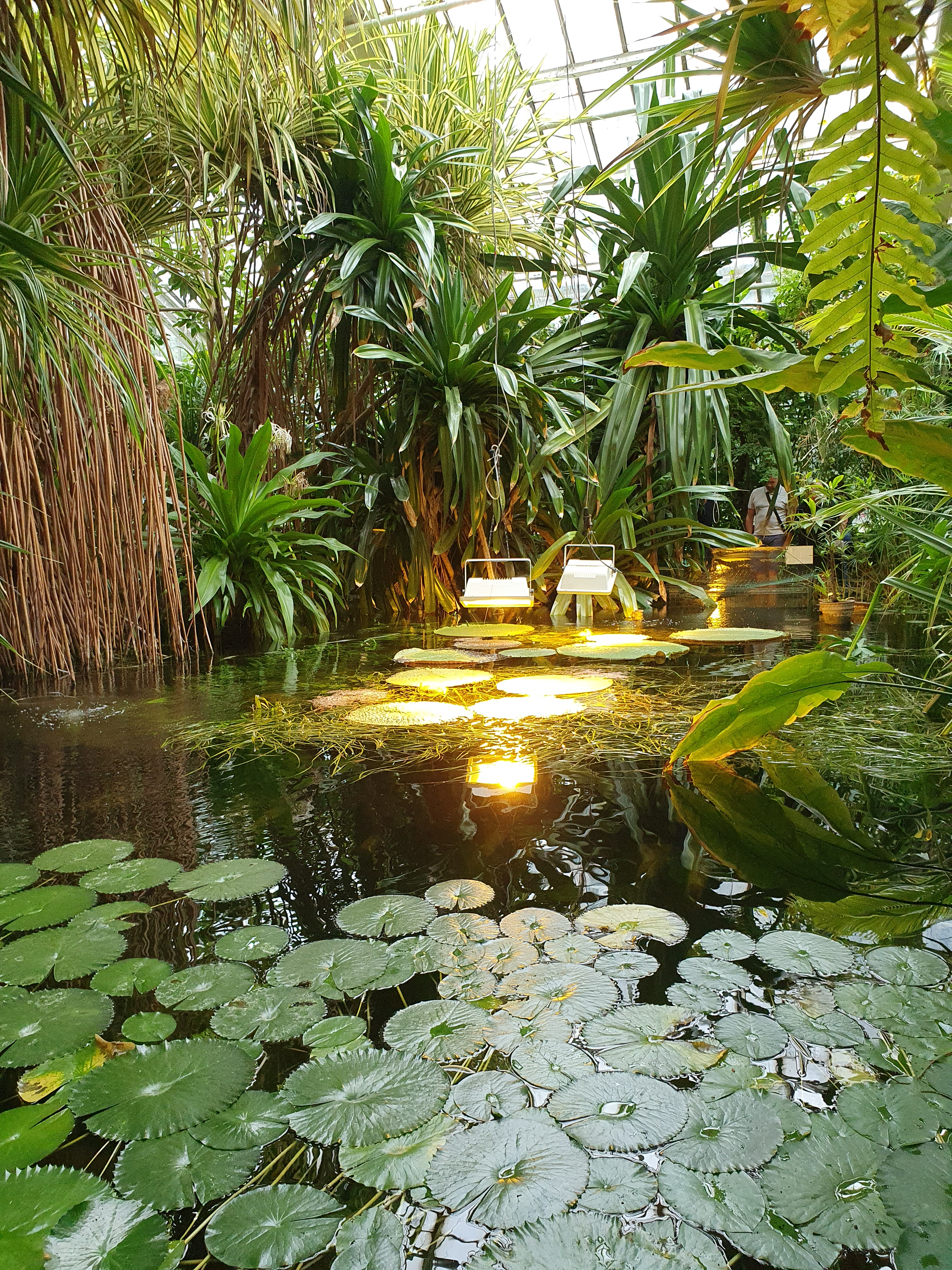
Wnętrze palmiarni

W 1961 Międzynarodowe Targi Poznańskie przekazały palmiarni swoją szklarnię, dzięki której, po połączeniu z istniejącym kompleksem powierzchnia obiektu wzrosła do 2528 m². Rdzewiejąca i gnijąca wskutek upływu czasu konstrukcja została zamknięta dla zwiedzających 11 kwietnia 1978, lecz nadal utrzymywano bogatą kolekcję w celach naukowych. W 1982 podjęto decyzję, a 9 czerwca 1983 wmurowano kamień węgielny pod nową palmiarnię. W celu ochrony istniejących zbiorów przebudowę wykonywano metodą obudowy, czyli wokół istniejących pawilonów wznoszono nowe, o konstrukcji aluminiowej, a gdy wyposażono je już we wszystkie niezbędne urządzenia, stary pawilon rozbierano, chroniąc tym samym rośliny przed działaniem niekorzystnych czynników z zewnątrz. W 1989 rozpoczęto montaż stalowej konstrukcji pawilonu akwariowego. Palmiarnia Poznańska ponownie otworzyła swoje podwoje dla zwiedzających 1 października 1992.
Przez blisko 50 lat dyrektorem Palmiarni był Zbigniew Wągrowski (ur. 1942), który na emeryturę przeszedł z końcem 2014, zmarł zaś 14 października 2016.
1 września 2015 stanowisko dyrektora objął Przemysław Szwajkowski.